# Lillängen, Värmdö kommun
Lillängen är en småort i Värmdö kommun. Lillängen ligger sydväst om Gustavsberg, på Farstalandets västra strand mot Baggensfjärden.